# ウィリアム・バゴット (初代バゴット男爵)

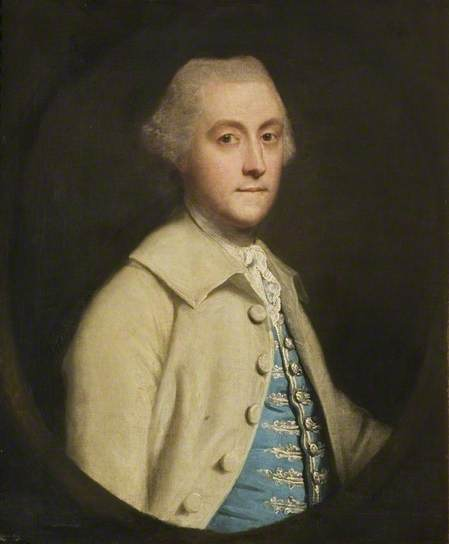
ジョシュア・レノルズによる肖像画、1762年と1764年の間。

初代バゴット男爵ウィリアム・バゴット（英語: William Bagot, 1st Baron Bagot、1728年2月28日 – 1798年10月22日）は、グレートブリテン王国の政治家、貴族。トーリー党に属し、1754年から1780年まで庶民院議員を務めた。

## 生涯
第5代準男爵サー・ウォルター・バゴットと妻バーバラ（Barbara、1765年10月29日没、初代ダートマス伯爵ウィリアム・レッグの娘）の息子として、1728年2月28日に生まれた。1739年から1746年までウェストミンスター・スクールに通った後、1747年2月28日にオックスフォード大学モードリン・カレッジに入学、1749年4月12日にM.A.の学位を修得した。1749年から1752年までグランドツアーに出た後、1754年7月2日にD.C.L.の名誉学位を授与された。
1754年イギリス総選挙でスタッフォードシャー選挙区から出馬した。スタッフォードシャーでは1753年にホイッグ党とトーリー党の間で妥協が成立しており、ホイッグ党のルーソン＝ゴア家が1議席を取り、トーリー党員の多いジェントリ層が1議席を取った。これによりバゴットはジェントリの候補として無投票で当選、以降1761年、1768年、1774年の総選挙で再選した。
議会ではトーリー党に属し、1761年12月に商務庁委員への就任を打診されたが、父に相談した後に辞退している。七年戦争の予備講和条約に賛成したとされ、1766年には印紙法廃止に反対票を投じ、1767年2月に土地税法案に反対、1769年初のジョン・ウィルクスのミドルセックス選挙事件では政府を支持して、ウィルクスの議会追放に賛成した。1768年1月20日に父が死去すると、準男爵位を継承した。ノース内閣期では常に政府を支持し、1770年4月に首相ノース卿から国王私室財務官への就任を打診されたが、辞退している。
議会発言は頻繁であり、1772年3月に王室結婚法案への賛成演説で国王大権の線引きを定義することは不可能だとして、「庶民としては、その線引きを国王に任せることがより安全に感じる」と述べ、1779年3月には非国教徒解放への反対演説でそのような政策が「我が国の憲法を変えることに等しい」と述べた。バゴットは『英国議会史』で「おしゃべりで、ユーモアに欠如し、変革に常に反対した」と評され、同書は1777年4月の演説を引用して、「彼にとって、バーミンガムの劇場に免許を与える法案すら国家の危機の根源になる」と批判した。また同時代の『ザ・パブリック・レジャー』は1779年にバゴットを「彼は無所属で公平な人物に見られたいが、その議会活動は真逆に見える」と評した。
1780年イギリス総選挙でノース卿から叙爵の内諾を得て出馬せず、同年10月17日にグレートブリテン貴族であるスタッフォードシャーにおけるバゴッツ・ブロムリーのバゴット男爵に叙された。貴族院では1783年にチャールズ・ジェームズ・フォックスのイギリス東インド会社規制法案に賛成したものの、1788年の摂政法危機ではフォックスを支持しなかった。
1798年10月22日に死去、長男エドワードと次男ウォルターが早世したため三男ウィリアムが爵位を継承した。

## 家族
1760年8月20日、エリザベス・ルイーザ・シンジョン（Elizabeth Louisa St. John、1744年ごろ – 1820年2月4日、第2代シンジョン子爵ジョン・シンジョンの娘）と結婚、6男4女をもうけた。
- エドワード（1763年1月23日 – 1773年6月[7]）
- ルイーザ（1764年9月30日 – 1834年5月7日） - 1786年5月9日、ウォルター・スニード（Walter Sneyd、1829年6月23日没、ラルフ・スニードの息子）と結婚[7]
- ウォルター（1766年3月28日 – 1773年6月[7]）
- バーバラ（1768年10月1日 – 1773年6月[7]）
- ウィリアム（1773年9月11日 – 1856年2月12日） - 第2代バゴット男爵[1]
- ハーヴィー（1777年3月14日 – 1787年[7]）
- ヘンリエッタ（1780年2月14日 – 1797年1月[7]）
- チャールズ（英語版）（1781年9月23日 – 1843年5月19日） - 外交官、カナダ総督。1806年7月22日、メアリー・シャーロット・アン・ウェルズリー＝ポール（Mary Charlotte Anne Wellesley-Pole、1845年2月2日没、第3代モーニントン伯爵ウィリアム・ウェルズリー＝ポール（英語版）の娘）と結婚、子供あり[8]
- リチャード（英語版）（1782年11月22日 – 1854年5月15日） - 聖職者。1806年12月22日、ハリエット・ヴィリアーズ（Harriet Villiers、1870年10月18日没、第4代ジャージー伯爵ジョージ・ヴィリアーズ（英語版）の娘）と結婚、子供あり[8]
- フランシス（1785年11月9日 – 1806年5月30日） - 1805年5月22日、サー・エドワード・パジェット（英語版）（初代アクスブリッジ伯爵ヘンリー・パジェットの息子）と結婚[7]